# Лобова пазуха

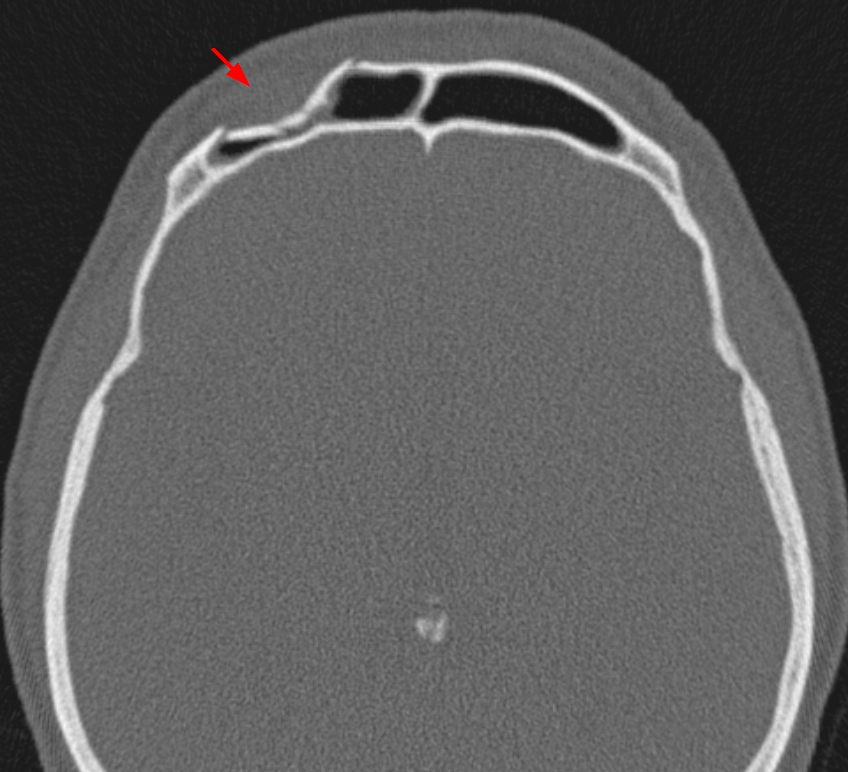
Комп'ютерна томограмма, яка показує в вдавлений перелом передньої стінки лобної пазухи

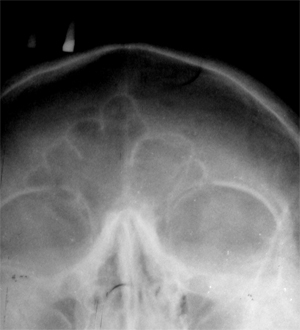
Конгломерат з'єднаних комірок лобної пазухи на рентгенограмі лиця

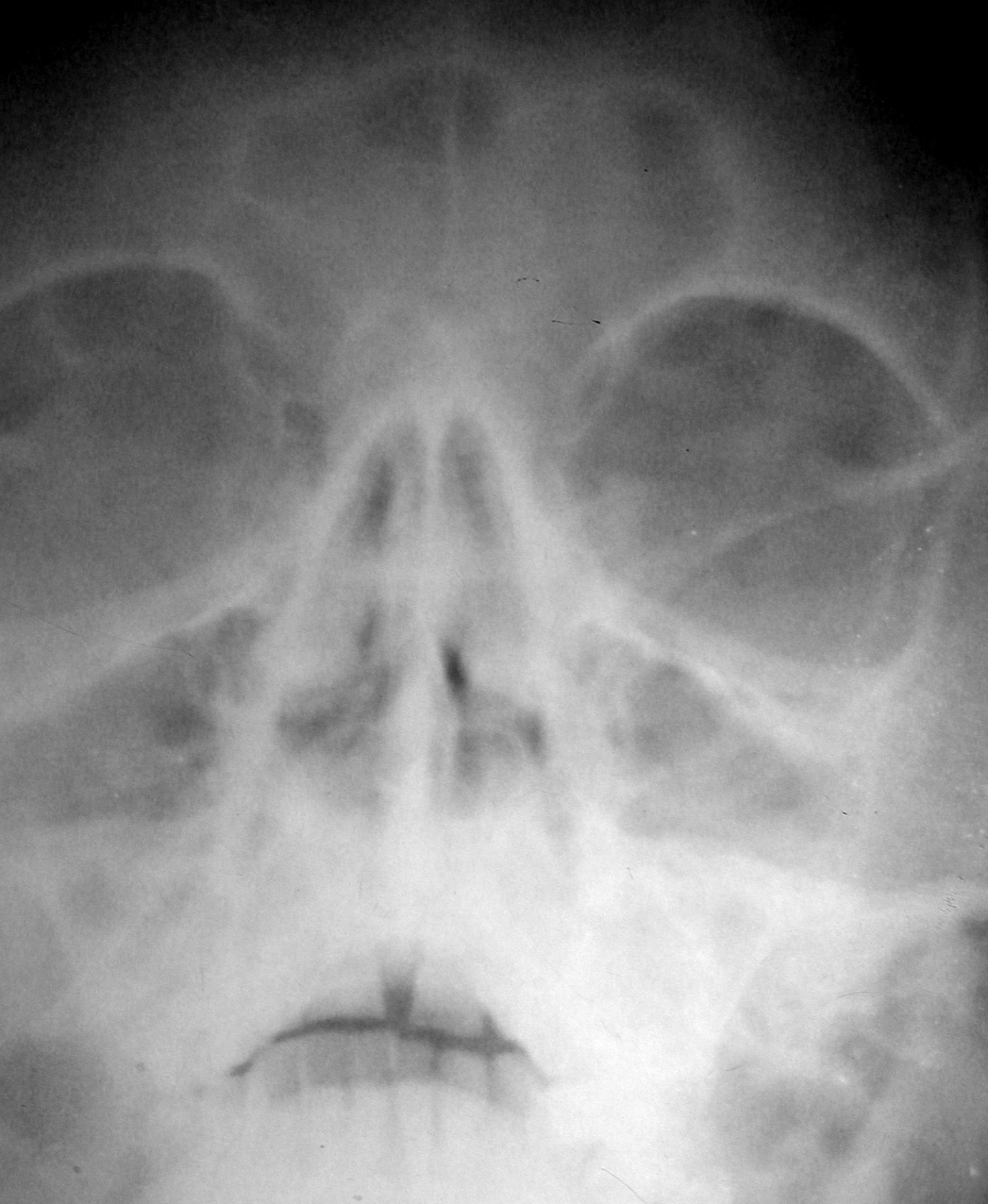
Затемнення комірок лобної пазухи імовірна ознаки фронтиту

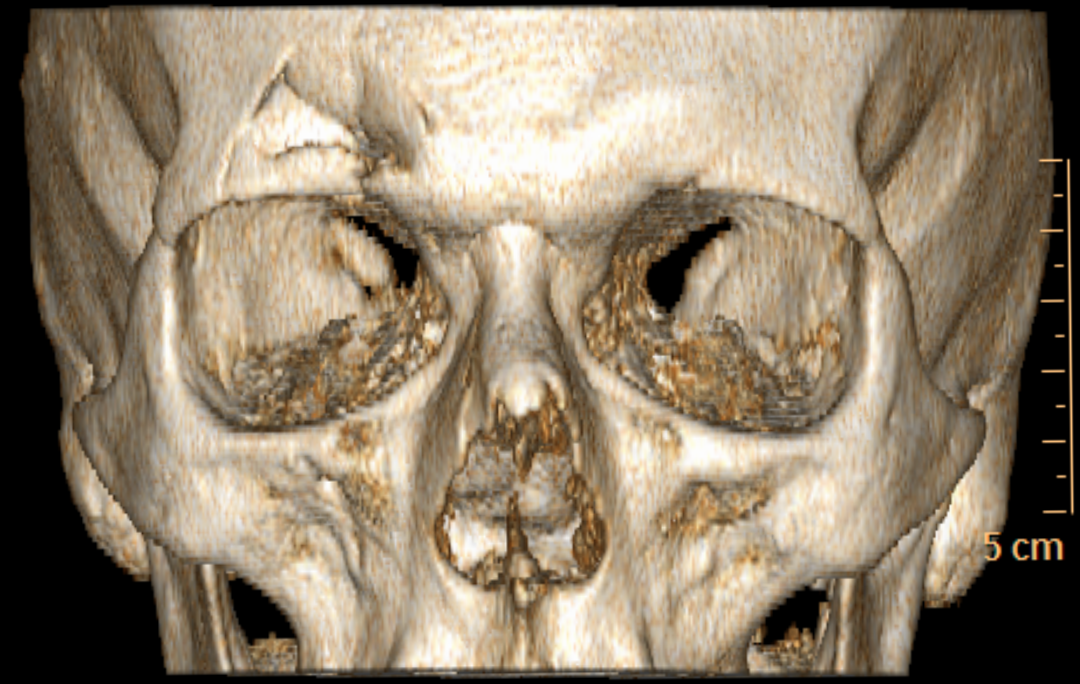
Компресійний перелом лобової пазухи спричинений травмою в ділянку лоба або ударом або падінні

Лобова пазуха (лат. sinus frontalis) — порожнисте утворення, що знаходиться в середині лобової кістки. Лобова пазуха є додатковою пазухою носа наряду з гайморовою пазухою, клиноподібною пазухою та комірками решітчастої кістки. Як і решта придаткових пазух носа забезпечує зволоження повітря та є термобуфером між зовнішнім середовищем та головним мозком. При народженні лобна пазуха відсутня та повноцінно розвивається з 7-річного віку до 20-23 років.

## Розвиток
Сама щілина пазухи закладаються вже в дворічному віці, але радіографічно її можна побачити лише з шести років. Пазухою стає з 7 років — між передньою пластинкою, яка є, власне, лобом та задньою пластинкою, яка межує з мозком. Обидві пластинки ростуть нерівномірно: пластинка, яка знаходиться ближче до мозку, припиняє свій ріст з розвитком мозку, тоді як зовнішня пластинка продовжує рости та розвиватися разом з лицем, формуючи надбрівні дуги. Повноцінно закінчує свій розвиток 20-річного віку. Нерівномірний розвиток лобової пазухи може використовуватись для оцінки віку в судовій медицині поряд з іншими ознаками вікових оцінок.
Форма та конфігурація комірок лобової пазухи є завжди індивідуальна і унікальна. Багато досліджень цієї унікальності комірок було проведено, з метою підтвердити придатність такого методу для ідентифікації людей в судовій медицині наряду з знімками зубів. Оскільки знімки лобних пазухах процедура менш рутинна, ніж дентологічні обстеження — цей метод не знайшов широкого впровадження.

## Будова
Лобна пазуха зазвичай парна, але рідко симетрична, на рентгенограмах її видно у формі нерівномірних пелюсток, розвернутих тонкою частиною донизу, які відкриваються у відповідні половини носа. Лобна пазуха може бути однією порожниною або мати численні комірки, поділяючи пазуху на окремі відсіки. Перегородка між двома лобними пазухами рідко буває рівна, часто одна пазуха більш розвинена інша пазуха менш розвинена, а у 1 % відсутня з однієї сторони. Комірки та перегородки пазухи вистелені слизовою оболонкою та мають сполучення з порожниною носа. Передня стінка лобної кістки зазвичай дуже тоненька, що часто сприяє вдавленим переломам лобної кістки при травмах голови або умисних ударах у ділянку лоба.

## Клінічна значимість
Пазуха може розвивати запалення — по назві кістки більш відоме як фронтит. Фронтит на відміну від гаймориту набагато рідша патологія, так як дно лобної пазухи відкривається співустям, що забезпечує добре роздреновування слизових виділень. При невдалих лікуваннях фронтиту може відбуватися хронізація процесу, що знову робить лобно пазуху об'єктом уваги та операцій. Оскільки лобна пазуха межує з очницею, злоякісні новоутворення можуть метастазувати, а гнійні процеси можуть легко переходити у жирову клітковину орбіти, мозок.

## Оперативні втручання

### Фронтотомія
Через передню стінку лобової пазухи у ряді випадків для доступу до неї використовують оперативне втручання — фронтотомію. Операція виконується трепаном, і з дозованим висуванням свердла та встановленням канюлі для дренування.

### Резекція лобної пазухи
Під резекцією пазух, які є власне повітрям по визначенню, мається на увазі видалення фрагменту її стінки з метою доступу до порожнини пазухи. Оскільки лобова ділянка є косметично значимим місцем, резекцію пазухи проводять обабіч під надбрівною дугою (рідше — по ній), щоб мінімізувати косметичний дефект від рубця. Резекцію можуть виконувати ендоскопічно, з доступом з носової порожнини, видаляючи фрагмент дна пазухи. Резекція зазвичай виконується коли лобна пазуха нагноюється та має вже хронізоване або осумковане запалення та звичайна фронтотомія не призвела до належного виліковування.

### Пластична хірургія
Лобова пазуха є об'єктом реконструктивних операцій обличчя, коли потрібно змінити хірургічним чином вигляд лиця (фемінізація) позбавивши або зменшивши виступання надбрівних дуг, видалення фрагментів стінок пазухи та навіть імплантацію частин лобної кістки. Також можливий ряд оперативних втручань з метою відновлення передньої стінки пазухи після вдавлених переломів.